# 두릉유리로
두릉유리로(Dureungyuri-ro)는 충청북도 청주시 청원구 오창읍 두릉사거리에서 청주시 청원구 오창읍 유리사거리까지 연결하는 도로이다.

## 주요 경유지
충청북도
- 청주시 청원구 (오창읍)

## 노선
| 이름           | 접속 노선                   | 소재지        | 소재지        | 소재지        | 비고          |
| 매봉로와 직결  | 매봉로와 직결               | 매봉로와 직결 | 매봉로와 직결 | 매봉로와 직결 | 매봉로와 직결 |
| -------------- | --------------------------- | ------------- | ------------- | ------------- | ------------- |
| 두릉 사거리    |                             | 청주시        | 청원구        | 오창읍        |               |
| 가좌교         |                             | 청주시        | 청원구        | 오창읍        |               |
| 가좌육교       |                             | 청주시        | 청원구        | 오창읍        |               |
| 가좌 삼거리    | 오산가좌로 오창가좌1길      | 청주시        | 청원구        | 오창읍        |               |
| 용두2차 교차로 | 용두길                      | 청주시        | 청원구        | 오창읍        |               |
| 용두교         |                             | 청주시        | 청원구        | 오창읍        |               |
| 용두천교       |                             | 청주시        | 청원구        | 오창읍        |               |
| 화산육교       |                             | 청주시        | 청원구        | 오창읍        |               |
| 용두IC교       |                             | 청주시        | 청원구        | 오창읍        |               |
| 성산 삼거리    | 지방도 제540호선 (오창대로) | 청주시        | 청원구        | 오창읍        |               |
| 오창 사거리    | 국도 제17호선 (공항로)      | 청주시        | 청원구        | 오창읍        |               |
| 모정교         |                             | 청주시        | 청원구        | 오창읍        |               |
| 유리삼거리     | 지방도 제508호선 (중부로)   | 청주시        | 청원구        | 오창읍        |               |